# John Robinson (baterista)
John Frederick Robinson, conocido profesionalmente como John "JR" Robinson (nacido el 29 de diciembre de 1954 en Creston, Iowa), es un baterista y músico de sesión estadounidense que ha sido llamado «uno de los bateristas más grabados de la historia». Es conocido por su trabajo con Quincy Jones, incluido el álbum multiplatino Off the Wall de Michael Jackson y el sencillo de caridad «We Are the World».
Asistió a Berklee College of Music en Boston. Robinson presenta el programa de radio Vinyl Night en EnterTalk Radio.

## Colaboraciones
- Agnetha Fältskog (I Stand Alone)
- Al Jarreau (My Old Friend: Celebrating George Duke)
- Anita Baker (Rapture – "No One in the World")
- Art Porter, Jr. (Straight to the Point, Undercover)
- Barbra Streisand ("Timeless" tour)
- Bill LaBounty (The Right Direction)
- Bonnie Raitt (Nine Lives)
- Boz Scaggs (Other Roads)
- Buffy Sainte-Marie (Coincidence and Likely Stories)
- Chaka Khan (I Feel for You)
- Curtis Stigers (Curtis Stigers, Time Was)
- Daft Punk (Random Access Memories)
- David Benoit (Shadows, Inner Motion)
- David Foster (Hit Man: David Foster & Friends)
- David Lee Roth ("Just a Gigolo", "California Girls")
- David Pack (The Songs of West Side Story)
- DeBarge (Rhythm of the Night)
- Dennis Edwards (Coolin' Out)
- Donna Summer (Donna Summer)
- El DeBarge (El DeBarge)
- Eric Clapton ("Change the World")
- George Benson (Give Me the Night, While the City Sleeps...)
- George Strait (Pure Country)
- Greg Phillinganes (Pulse)
- Helen Reddy (Imagination)
- Herbie Hancock (Magic Windows, Lite Me Up)
- James Ingram ("Right Back" on Never Felt So Good, It's Your Night)
- Jennifer Holliday (Get Close to My Love)
- Jennifer Love Hewitt (Let's Go Bang)
- John Fogerty (Eye of the Zombie, Centerfield)
- Josh Leo (Rockin' on 6th)
- Jeff Lorber (It's a Fact, Worth Waiting For, West Side Stories)
- Julien Clerc (Si j'étais elle)
- Jorge González (Jorge Gonzalez: Esta es para hacerte Feliz, Hombre, Velocidad, Volar, Guitarras Viajeras, Mas Palabras)
- Julio Iglesias (Libra)
- Kahoru Kohiruimaki (Call My Name)
- Karen Carpenter (Karen Carpenter)
- Kathy Troccoli (Kathy Troccoli)
- Kenny G ("Silver Bells" on Miracles: The Holiday Album)
- Larry Carlton (On Solid Ground, Last Nite)
- Laura Branigan (Self Control)
- Lionel Richie (Lionel Richie, Can't Slow Down – "All Night Long (All Night)”, Dancing on the Ceiling – "Dancing on the *Ceiling", "Say You, Say Me")
- Lisa Stansfield (Seven)
- Luis Miguel (Busca una Mujer, 20 Años, Aries, Segundo Romance)
- Madonna (Like a Prayer – "Express Yourself")
- Michael Jackson (Off the Wall, Bad)
- Michael McDonald (Blink of an Eye)
- Mike Oldfield (Tubular Bells II),("Man on the Rocks")
- Natalie Cole (Stardust)
- Ned Doheny (Life After Romance)
- Patrice Rushen (Watch Out)
- Patti Austin (Every Home Should Have One – "Baby, Come to Me", Patti Austin, The Real Me)
- Paul Jackson, Jr. (Out of the Shadows)
- Peabo Bryson ("I Get Nervous" on Straight from the Heart)
- Peter Cetera ("One Good Woman")
- Pointer Sisters (Black & White – "Slow Hand", So Excited! – "I'm So Excited", Break Out)
- Quincy Jones (The Dude, Back on the Block, Q's Jook Joint, From Q With Love)
- Robbie Nevil (A Place Like This)
- Rod Stewart (Vagabond Heart – "Rhythm of My Heart")
- Rubén Blades (Nothing But the Truth)
- Sadao Watanabe (Maisha, Birds of Passage, Front Seat)
- Seal
- Siedah Garrett (Kiss of Life)
- Steve Winwood (Back in the High Life – "Back in the High Life Again", "The Finer Things", "Higher Love", Roll with It)
- Sergio Mendes (Confetti)
- The Brothers Johnson (Light Up the Night – “Stomp!”, Winners, – “The Real Thing”)
- The Manhattan Transfer (Bodies and Souls)
- USA for Africa (We Are the World – "We Are the World")
- Vonda Shepard (Vonda Shepard)
- Wilson Phillips (Wilson Phillips – "Hold On", "Release Me", "You're in Love")
- Yutaka Yokokura (Yutaka)